# كأس ويلز 1934–35
كأس ويلز 1934–35 (بالإنجليزية: 1934–35 Welsh Cup)‏ هو موسم من كأس ويلز. كان عدد الأندية المشاركة فيه 60، وفاز فيه نادي ترانمير روفرز لكرة القدم.